# Скоттхайм, Юханна
Йоханна Скотхейм (швед. Johanna Skottheim; род. 29 мая 1994, Транстранд, Коппарберг) — шведская биатлонистка,  призер этапа Кубка мира и участница Чемпионата мира по биатлону.

## Карьера
В сезоне 2014/2015 Йоханна Скотхейм впервые выступала на международных соревнованиях - на Кубке IBU, где показала неутешительные результаты в шестом десятке. Дебютировала шведка в Кубке мира 8 января 2016 года в спринтерской гонке на этапе в Рупольдинге, где заняла 89 место. Следующие три сезона она провела преимущественно в составе второй сборной, изредка участвуя в этапах мирового кубка. В январе 2019 года Йоханна впервые попала на подиум на Кубке IBU - она стала второй в спринте в польском Душники-Здруй.
На декабрьских этапах Кубка IBU в 2019 году Скотхейм смогла одержать две победы в спринтерских гонках (в Риднау и Обертиллахе). Благодаря этому успеху она смогла закрепиться в основной сборной Швеции, стать четвертой в гонке преследования на этапе Кубка мира в Рупольдинге и пройти отбор для участия в Чемпионате мира 2020 года. Но там биатлонистка пробежала всего одну гонку, индивидуальную, где финишировала на 43 месте.
Сезон 2020/2021 начался для шведки успешно. В первой гонке сезона она впервые поднялась на подиум на этапе Кубка мира - стала третьей в индивидуальной гонке на этапе в финском Контиолахти (28.11.2020).

## Выступления

### Чемпионаты мира
| Соревнование             | Индивидуальная | Спринт | Преследование | Масс-старт | Эстафета | Смешанная эстафета |
| ------------------------ | -------------- | ------ | ------------- | ---------- | -------- | ------------------ |
| 2020 Анхольц/Антерсельва | 43             | —      | —             | —          | —        | —                  |
| 2021 Поклюка             | 49             | —      | —             | —          | 5        | —                  |

## Личная жизнь
Состоит в отношениях со шведским лыжником Виктором Торном (Victor Thorn), участником Зимних Олимпийских игр 2018 года в Пхёнчхане. Пара проживает в центре Остерсунда.